# 3U Holding
Die 3U Holding AG mit Sitz in Marburg ist eine deutsche Beteiligungsgesellschaft, die aus der „3U Telecom AG“ hervorgegangen ist. Heute vereinen sich unter dem Dach der Management- und Beteiligungsholding drei Segmente: ITK (Informations- und Telekommunikationstechnik), Erneuerbare Energien sowie SHK (Sanitär-, Heizungs- und Klimatechnik).

## Geschichte
Im Jahr 2003 erzielte der 3U-Konzern einen Umsatz von 64,68 Millionen Euro und einen EBITDA von 5,76 Millionen Euro. Im Jahr 2007 lag das Gesamtergebnis bei 1,87 Millionen Euro (0,04 Euro pro Aktie), 2008 bei −3,28 Millionen Euro (−0,07 Euro pro Aktie), der Umsatz ging von 108,45 Millionen (2007) auf 107,46 Millionen Euro im Jahr 2008 zurück. Durch den am 30. Mai 2011 erfolgten Verkauf der LambdaNet flossen dem 3U-Konzern liquide Mittel in Höhe von rund 27,4 Millionen Euro zu. Im Geschäftsjahr 2021 erwirtschaftete der Konzern einen Umsatz von 55,94 Millionen Euro und einen EBITDA von 12,35 Millionen Euro (0,08 Euro pro Aktie).

## Aktionärsstruktur
Die TOMPAT Invest GmbH, Gesellschaft im Alleineigentum von Michael Schmidt (Mitglied des Aufsichtsrats) hält 25,72 % der 36.813.014 nennwertlosen Inhaber-Stammaktien. Die 3U Holding AG hält 8,80 % als eigene Aktien. Im Streubesitz befinden sich 65,48 % der Aktien. (Stand 8. April 2024)